# 大珠山站
大珠山站位于中华人民共和国山东省青島市黃島區濱海大道，是青岛地铁13号线的地铁车站。2018年12月26日开通。該站共有3個出入口。。